# Hamed Sohrabnejad
Hamed Sohrabnejad (* 7. Mai 1983 in Sanandadsch; persisch حامد سهراب نژاد) ist ein iranischer Basketballspieler und Teilnehmer an den Olympischen Sommerspielen 2008 in Peking.
Der 2,06 m große Power Forward war während der Sommerspiele vereinslos. Er nahm an vier Spielen teil und erzielte insgesamt 19 Punkte, davon 10 in der Begegnung gegen Australien. 2009 nahm er mit dem Nationalteam an den Asienmeisterschaften teil. Mit seinem neuen Vereinstem, dem Mahram Tehran BC, wurde er Meister der iranischen Liga sowie der asiatischen Clubmeisterschaften. In der Saison 2009/2010 sind keine Spiele von ihm überliefert. Seit der Saison 2010/2011 steht er erneut bei Mahram unter Vertrag.